# Klaviatura
Klaviatura je skupina črnih in belih tipk, razvrščenih v točno določenem zaporedju. Pojavlja se pri glasbenih instrumentih, pri katerih so tipke sestavni del mehanizma za proizvajanje zvoka (instrumenti s tipkami). Pritisk na posamezno tipko povzroči, da glasbilo zaigra točno določen ton. Osnovni vzorec klaviature obsega 12 tonov (7 diatoničnih in 5 kromatičnih), v okviru ene oktave. 
Različna glasbila s tipkami uporabljajo različno »dolge« klaviature, od obsega ene same oktave, pa tudi do obsega 8 oktav. Praviloma ima klavir 88 tipk, (od A subkontra do c5), nekateri klavirji imajo povečan obseg navzdol (do F subkontra; in imajo torej 92 tipk). Na starejših klavirjih in pianinih lahko kot najvišjo noto zaigramo a4).